# Csíkfalva
Csíkfalva (románul Vărgata, németül Tschickdorf) falu Romániában Maros megyében, Csíkfalva község központja.

## Fekvése
A falu a Mezőségben Marosvásárhelytől 26 km-re keletre, Nyárádszeredától északra, Jobbágyfalvával egybeépülve a Marost tápláló, a Görgényi-havasokból eredő Nyárád jobb partján fekszik.

## Nevének eredete
Nevét a Nyárád mocsaraiban nagy számban megtalálható csíkhalról kapta. Valamikor a település fő megélhetési forrása a csíkászat volt.

## Története
1412-ben Chykfalua néven említik. Itt húzódott a Vaskaputól Tordáig vezető római útból kiágazó, Szászrégen irányába menő út. 1910-ben 667 magyar lakta. A trianoni békeszerződésig Maros-Torda vármegye Nyárádszeredai járásához tartozott. 1992-ben 472 lakosából 465 magyar, 5 román és 2 cigány volt. A 2011-es román népszámlálás szerint a községnek 1945 lakosa van , ebből magyar 1577, magyar cigány 279 és román 11 személy.

## Látnivalók
- Református temploma 1710-ben épült a régebbi templom átalakításával.
- Unitárius fa harangláb

## Galéria

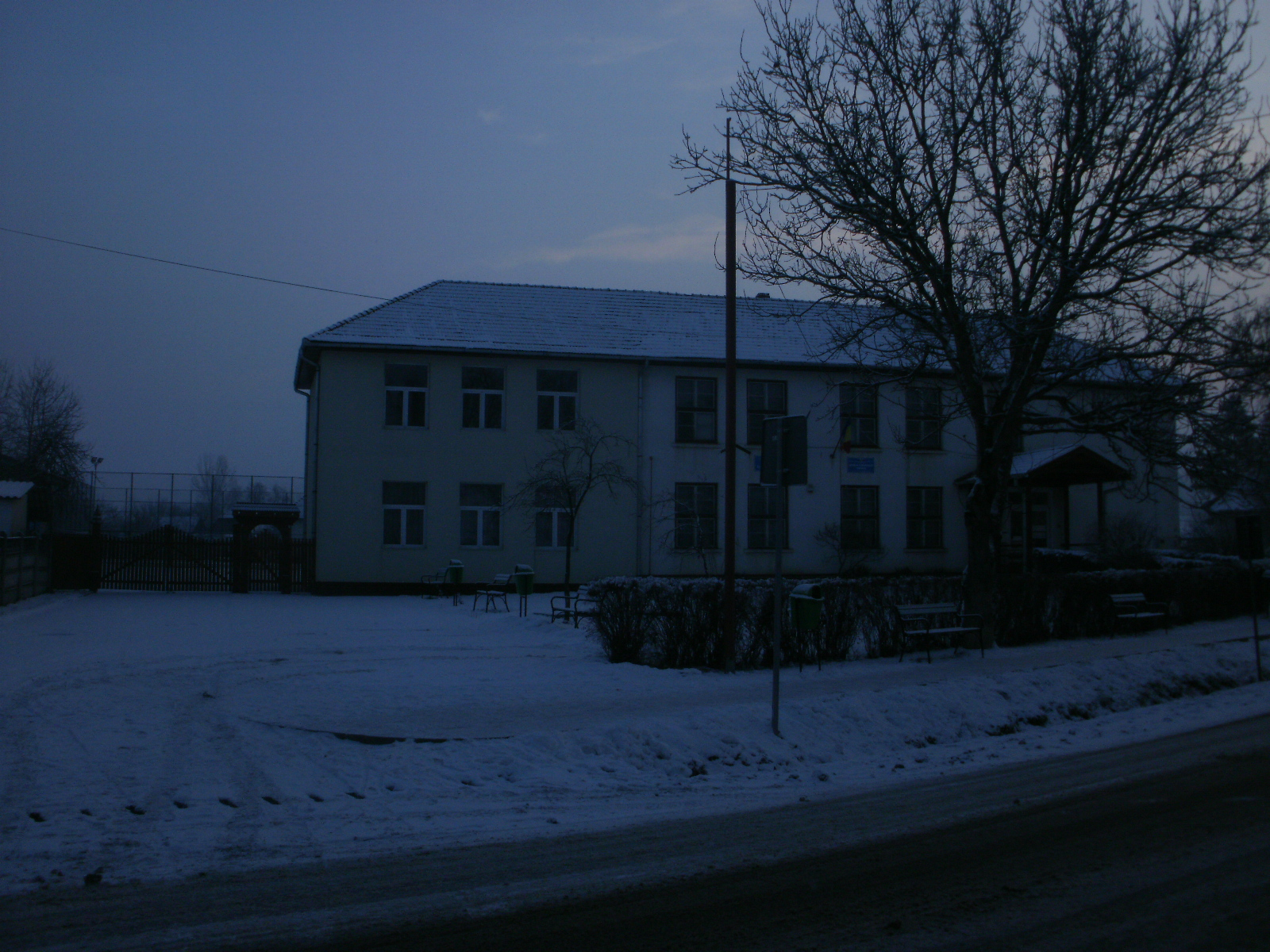
Általános iskola
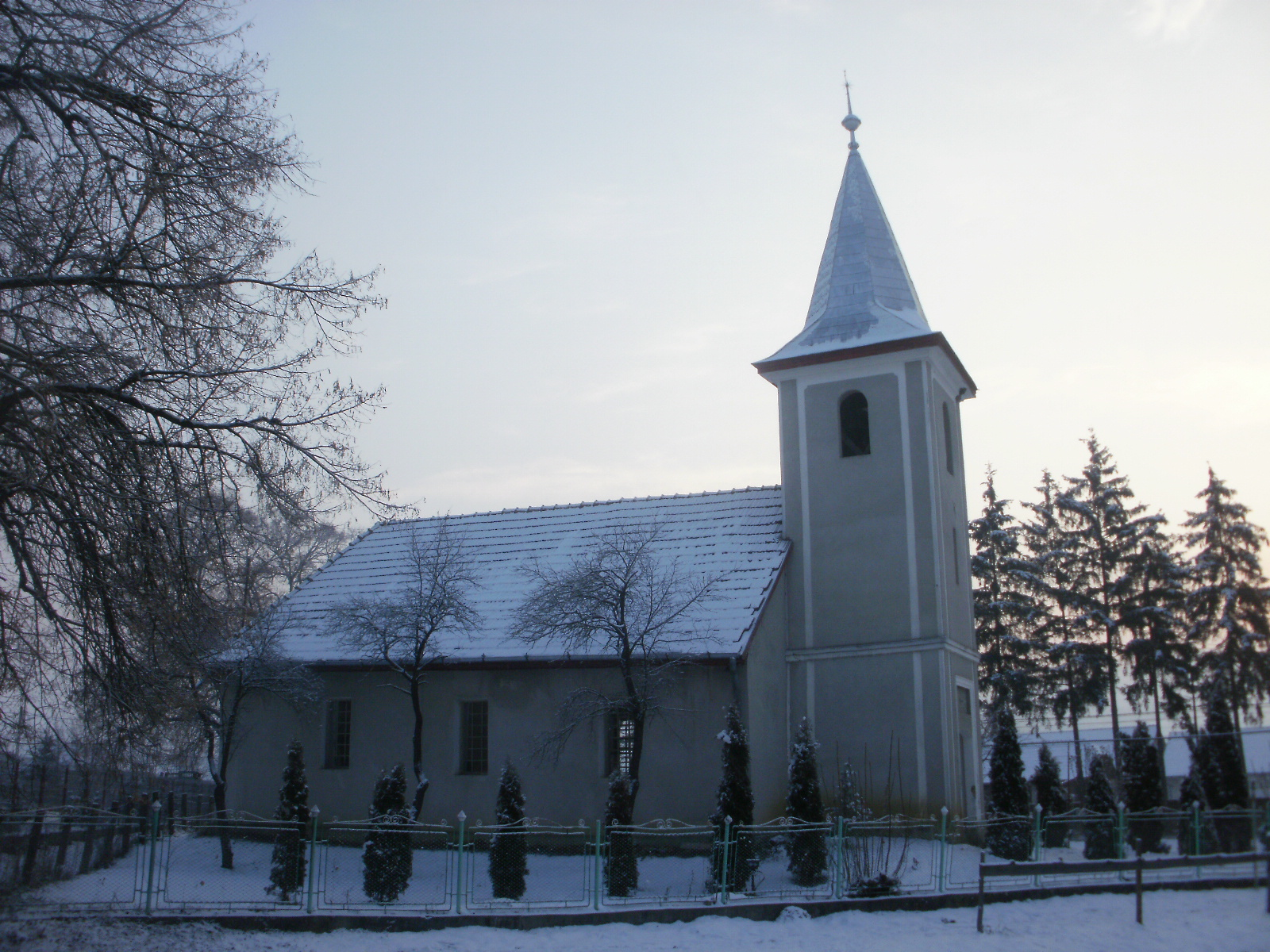
Református templom
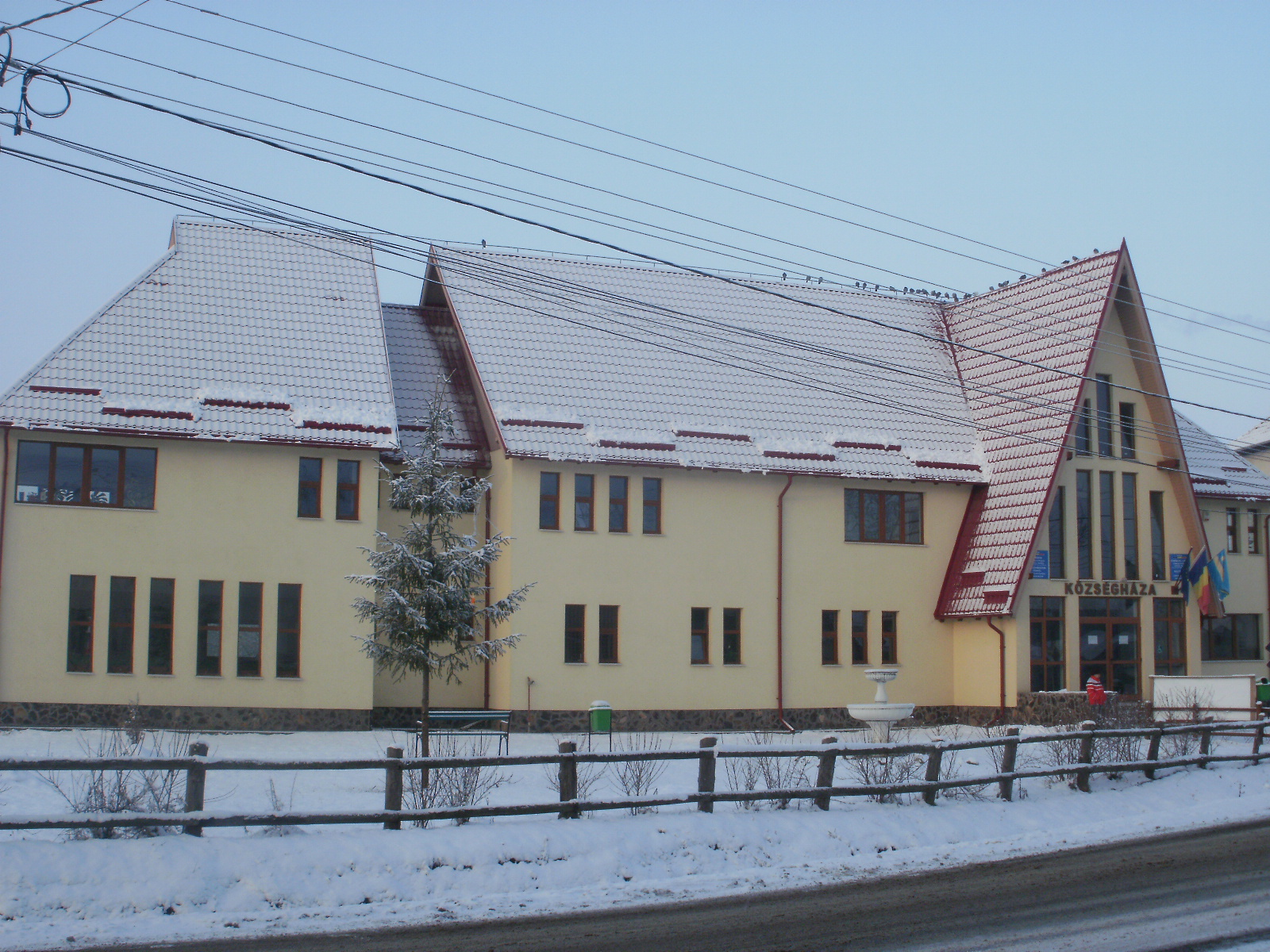
Polgármesteri hivatal